# Kamil Zbroszczyk
Kamil Zbroszczyk (ur. 24 stycznia 1987) – polski lekkoatleta, kulomiot.

## Osiągnięcia krajowe
Dwukrotny srebrny medalista halowych mistrzostw Polski (Spała 2011) i Spała 2013).

## Osiągnięcia międzynarodowe
| Rok  | Impreza                     | Miejsce | Lokata     | Wynik |
| ---- | --------------------------- | ------- | ---------- | ----- |
| 2005 | Mistrzostwa Europy juniorów | Kowno   | 6. miejsce | 18,57 |

## Rekordy życiowe
- pchnięcie kulą (stadion) – 19,67 m (6 sierpnia 2011, Częstochowa[5])
- pchnięcie kulą (hala) – 19,34 m (2012)